# Stadthaus (Halle (Saale))

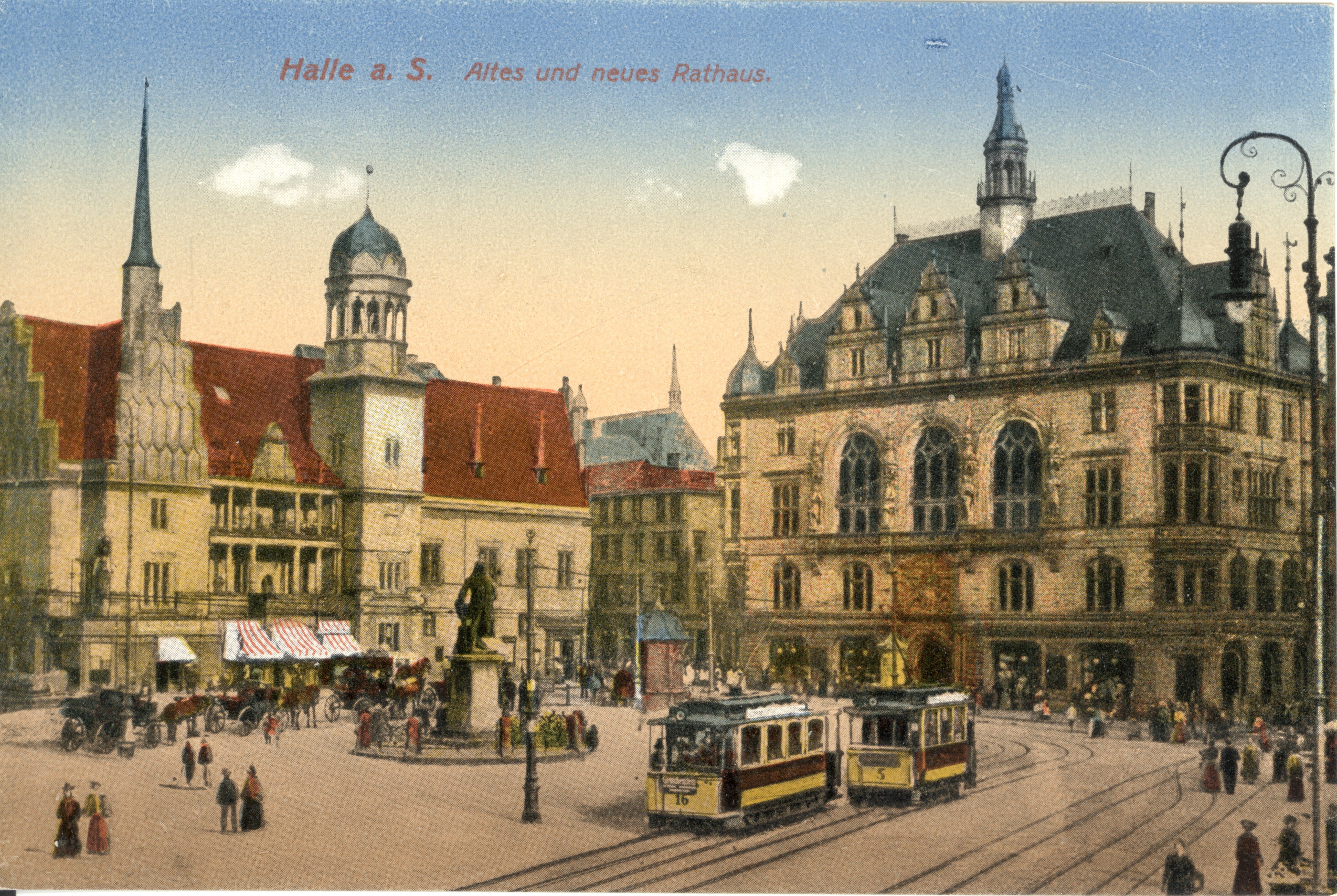
Stadthaus (rechts) um 1905. Links Altes Rathaus, beseitigt 1948/50

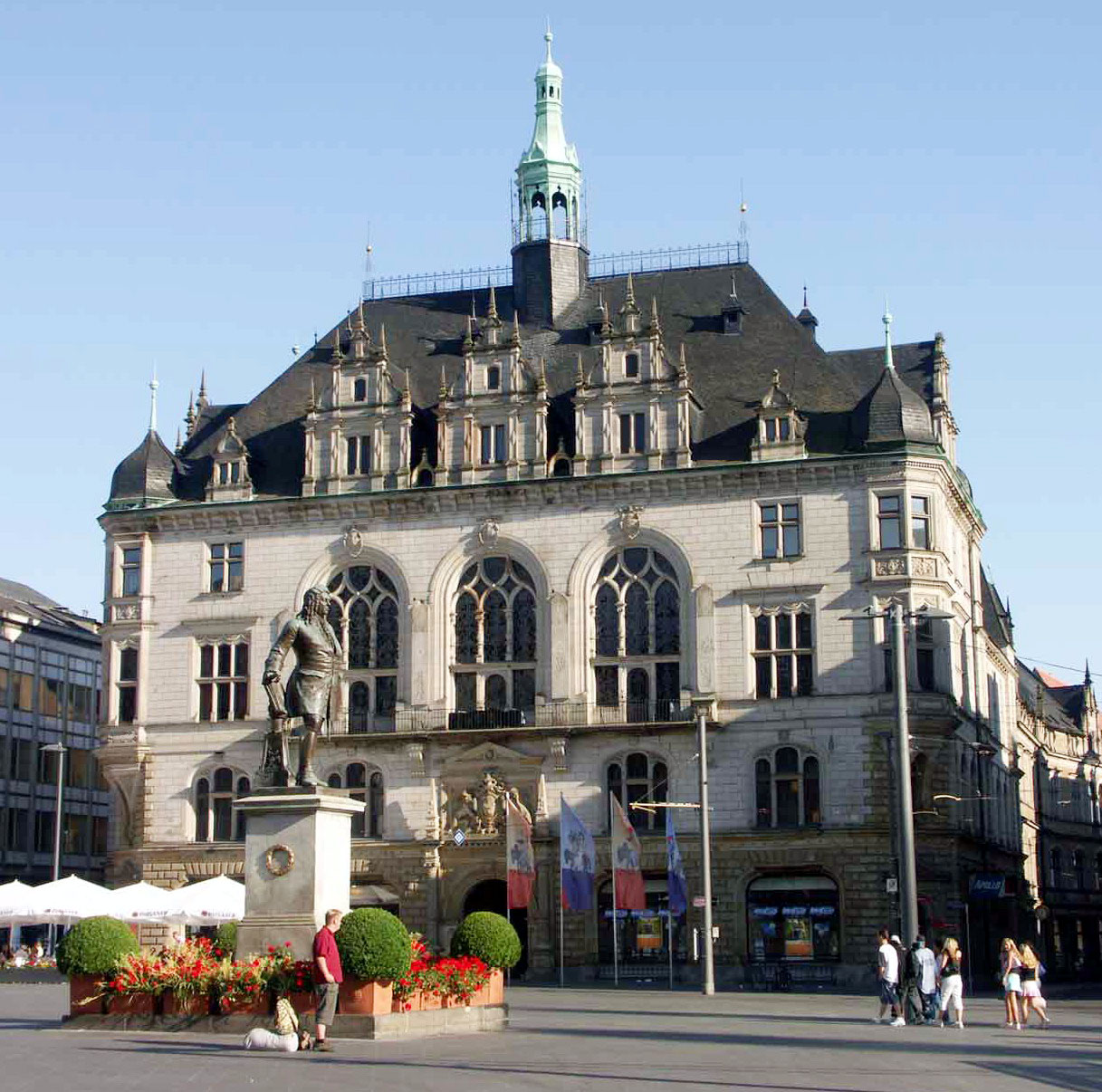
Stadthaus von Halle (Saale) mit dem Händel-Denkmal davor

Das Stadthaus von Halle ist das neugotische Versammlungs-, Sitzungs- und Festgebäude auf dem Marktplatz der Stadt Halle (Saale) und ein unter Denkmalschutz stehendes Wahrzeichen der Stadt. Im Jahre 1903 gründete sich hier der Deutsche Philologenverband.

## Geschichte
Die Stadt Halle (Saale) setzte ihr ganzes Streben und ihre ganze Energie für ein Neues Rathaus ein, bedingt durch notwendig gewordene umfangreiche Restaurierungsmaßnahmen am und im inzwischen viel zu kleinen Alten Rathaus der Stadt.
Deutlich geprägt von der Industriellen Revolution des 19. Jahrhunderts und ihren zahlreichen neuen bautechnischen und handwerklichen Möglichkeiten entstand ab 1891 in der stark anwachsenden Stadtgemeinde nach Plänen des Kölner Architekten Emil Schreiterer an der Südseite des Marktplatzes ein modernes Versammlungs-, Sitzungs- und Festgebäude in kürzester Zeit und im Stil der Neogotik und der Neorenaissance. Entsprechend wurde auch das Hausinnere ausgestattet. Die Weihe des Hauses erfolgte 1894 durch den Oberbürgermeister der Stadt Halle (Saale).
Während des Zweiten Weltkrieges überstand das Stadthaus die Bombenangriffe der Alliierten 1944/45 und den US-Artilleriebeschuss im April 1945 ohne größere Schäden, im Gegensatz zum Alten Rathaus.
1951 wurden die vier Fürstenstandbilder, fast drei Meter hohe Skulpturen historischer Persönlichkeiten, beseitigt und zerstört, die seit 1894 die Fassade des Stadthauses geschmückt hatten. Über den vier Gewandfiguren aus Muschelkalk, die im alternierenden Wechsel mit den großen Rundbogenfenstern angebracht waren, befanden sich neogotische Baldachine. Der bekannte Bildhauer war Johann Degen aus Köln. Es handelte sich bei den Standbildern um: Kaiser Karl den Großen (742–814), den Großen Kurfürsten Friedrich Wilhelm von Brandenburg (1620–1688), König Friedrich Wilhelm I. von Preußen (1688–1740) und den deutschen Kaiser Wilhelm I. (1797–1888). Diese Herrscherpersönlichkeiten hatten sich nach früherer Geschichtsauffassung „um die Entstehung und Entwicklung der Saalestadt besondere Verdienste erworben“. 1951, in der frühen DDR, wurden die Standbilder als „Zeugnisse der militärischen preußischen Vergangenheit“ entfernt.
Am 10. Mai 1991 wurde der damalige Bundeskanzler Helmut Kohl bei einem Besuch im Stadthaus auf dem Vorplatz von Demonstranten mit Eiern beworfen. Die Protestaktion wurde als Eierwurf von Halle bekannt.

## Baubeschreibung

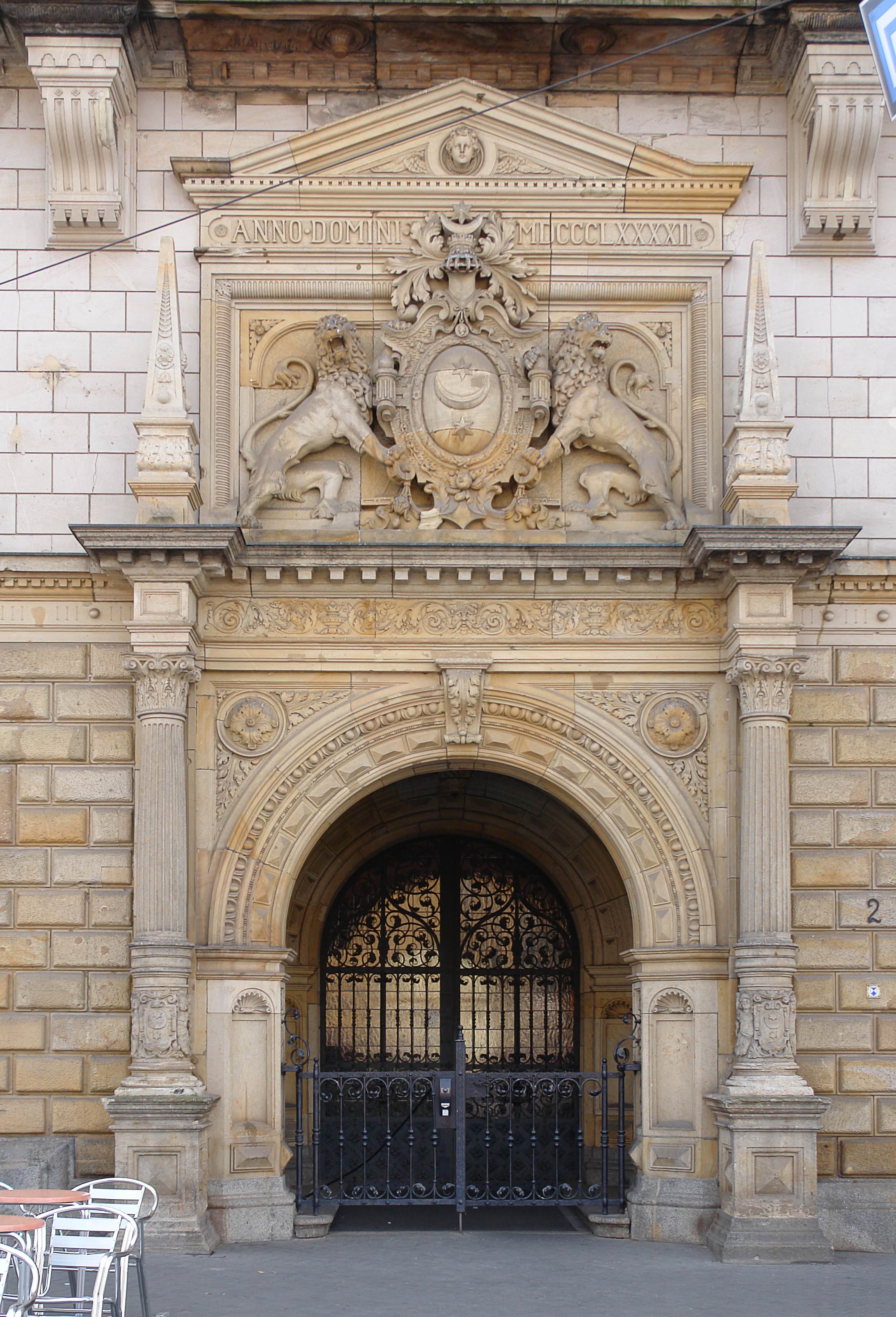
Eingangsportal des Stadthauses

Das Stadthaus von Halle ist ein dreigeschossiger, neogotisch-neorenaissancistischer Werksteinbau mit Zwerchhäusern, Ecktürmen und großem Walmdach, auf dem sich ein hoher Dachreiter befindet.

## Ausstattung
Äußerlich im Stil der Neorenaissance, ergänzt um neugotische Elemente, verfügt das Gebäude über ein prunkvolles Inventar.
Von der Durchfahrt geht ein repräsentatives Treppenhaus aus, das zum tonnengewölbten Hauptsaal mit reicher plastischer und malerischer Ausstattung führt. Unter den weiteren vertäfelten Sitzungszimmern ist der Wappensaal bemerkenswert. Die Fenster des Großen Saals wurden nach dem Zweiten Weltkrieg mit Glasmalereien zu den vier Jahreszeiten von Charles Crodel erneuert.
Im Stadthaus befinden sich außerdem die beiden Plastiken Sangerhäuser Pietà I. und Natur & Zivilisation sowie im Ratskeller eine Gedenktafel zur Gründung des Deutschen Philologenverbandes vom 6. Oktober 1903.

## Nutzung
Seit 1894 finden im Stadthaus Sitzungen des Stadtrates und seiner Ausschüsse statt. Außerdem hat im Stadthaus das Standesamt Halle für Trauungen seinen Sitz. Das Trauzimmer im Stadthaus ist seit Jahrzehnten der beliebteste Trauungsort in Halle (Saale), sowohl für Hallenser als auch für auswärtige Paare. In den Kellerräumen befindet sich der Ratskeller, eine gastronomische Einrichtung mit langer Tradition. Hier gründete sich 1903 der Deutsche Philologenverband.